# المجتمع الإسلامي (إندونيسيا)
المجتمع الإسلامي هي منظمة إسلامية في إندونيسيا تأسست في 12 سبتمبر 1923 في باندونغ من قبل مجموعة من المسلمين المهتمين بالتعليم والأنشطة الدينية بقيادة حاجي زمزم والحاجي محمد يونس.

## التاريخ
بدأت الفكرة من أحد خريجي دار العلوم في مكة المكرمة يدعى الشيخ زمزم الذي كان منذ 1910-1912 م مدرسًا دينيًا في مدرسة دار المتعلمين الدينية. أسس زمزم المؤسسة مع صديقه المقرب محمد يونس. كلاهما ولد في باليمبانج. حصل محمد يونس وهو تاجر كان ناجحًا للغاية في شبابه على تعليم ديني تقليدي وتقن اللغة العربية، حتى تمكن من تعليم نفسه بنفسه من خلال الكتب المقدسة. حتى اكتسب خلفية تعليمية وثقافية متساوية توحدهما في المناقشات الإسلامية. كانت موضوعات مناقشاتهم عادةً مسائل متعلقة بالحركات الدينية التي كانت تتطور في ذلك الوقت، أو المسائل الدينية المنشورة في مجلة المنير في بادونغ أو في مجلة المنار المنشورة في مصر.
في أحد المرات كان هناك نقاش جرى بعد احتفال في منزل أحد أفراد الأسرة، وهو مواطن من سومطرة كان يعيش في باندونغ. كان موضوع النقاش حول الخلاف الديني بين الإرشاد وجماعة خير. منذ ذلك الحين تحولت الاجتماعات اللاحقة إلى مجموعة من المراجعين، وهو نوع من الأندية في مجال الدراسات الدينية حيث قام أعضاء المجموعة بمراجعة وتقييم وتقييم واختبار التعاليم التي تلقوها بكل سرور. كما عقدت مناقشاتهم مع جماعة صلاة الجمعة، وبالتالي زاد التردد على الاجتماعات وتعمق النقاش. كان عدد الأشخاص في الأصل حوالي 12 شخصًا فقط. تكثفت المناقشات وأصبحت لا تقتصر فقط على القضايا الدينية، ولكن على نطاق أوسع وأكثر سياسية، كما هو الحال في الانقسام بين الحداثة التقليدية والإسلامية التي كانت تحدث في ذلك الوقت بين علماء جامعة خير والإرشاد في باتافيا، أو قضية التسلل الشيوعي في سركات الإسلام والجهود التي حاول المسلمون مواجهتها.
في عام 1924 توفي أحمد حسن بن أحمد (من مواليد سنغافورة 31 ديسمبر 1887م - توفي في سورابايا 10 نوفمبر 1958 م) وهو من أصل أب تاميل وأم من التاميل الجاوية لكن عائلتها كانت في الأصل من مدارس باليكات، قد انضم إلى مناقشات المجتمع الإسلامي، وكان حسن ذكيًا ويتقن العلوم الإسلامية والمعرفة العامة بشكل عام بالإضافة إلى أنه يجيد اللغة العربية والإنجليزية والماليزية والتاميلية. حصل على التعليم الديني في سنغافورة وجوهور، واستمتع بكتابة المقالات في جريدة أوتوسان ميلايو المنشورة في سنغافورة.
من حيث التسمية كان المجتمع الإسلامي من البداية فكرًا ليبراليًا. في ذلك الوقت كان من غير المألوف تسمية منظمة إسلامية باسم غير عربي. علاوة على ذلك كانت قدسية الإسلام وتعريفه باللغة العربية قوية جدًا بين المسلمين في ذلك الوقت. وهذا يعني أنهم كانوا على استعداد لقبول المخاطر والحفاظ على المؤسسة والثقة التي اكتسبوها بشأن استخدام الاسم اللاتتيني، على عكس المنظمات السابقة مثل جامعات خير والمحمدية والإرشاد التي تستخدم جميعها أسماء عربية.
تتحول المجتمع الإسلامي إلى منظمة أكثر جرأة وأكثر تطرفًا من المحمدية والإرشاد في معارضة البدعة والأسطورة والخرافات التي تعتبر إسلامية. كما ينتقد بقسوة تمسك باعلوي بالتقليد ورفض الاجتهاد، وزيارات المقابر (الزيارات) وما يترتب عليها من موافقة العبادة القدسية، والكفاءة بين السيدات والرجال، والاعتقاد بالمكانة المرتفعة للإندونيسيين العرب. في المجتمع المسلم الإندونيسي.
تم الحصول على الدعاية والصيت للمجتمع الإسلامي بشكل رئيسي من خلال وسائل الإعلام المطبوعة، مع أول مجلة لها نشرت باميلا إسلام والتي نشرت في أكتوبر 1929 في باندونغ. استمرت المنشورات حتى عام 1933 وتمكنة من نشر 72 رقمًا بتوزيع 2000 نسخة، منتشرة في جميع أنحاء البلاد وحتى ماليزيا وتايلاند.
في نوفمبر 1931 نشر المجتمع الإسلامي مجلة خاصة تناقش قضايا الدين، دون تحدي الأحزاب غير الإسلامية. سميت المجلة الفتوى مكتوبة بحروف جاوي، مما أدى إلى زيادة الطلب من قبل المسلمين في سومطرة وبورنيو وماليزيا. ومع ذلك استمر نشر هذه المجلة فقط حتى أكتوبر 1933 مع 20 عددًا و1000 نسخة. في عام 1935 تم استبدال الفتوى بمجلة جديدة تسمى ليزان استمرت في يونيو 1942 برقم 65 كأخر إصدار. خلال حياة مجلة ليزان تم نشر العدد رقم 47 (نُشر في مايو 1940) إلى العدد 65 في بانجيل باسوروان في جاوة الشرقية. إلى جانب إدارة دار النشر، قام المجتمع الإسلامي ببناء مدرسة داخلية في بانجيل.